# Green Onions
Pour l’article homonyme, voir Green Onions (chanson).
Albums de Booker T. and the M.G.'s
Soul Dressing
(1965)
Green Onions est un album instrumental de Booker T. and the M.G.'s, sorti en 1962.

## L'album
Il atteint la 33e place du Billboard 200 et fait partie des 1001 albums qu'il faut avoir écoutés dans sa vie. 

### Titres

#### Face A
1. Green Onions (Steve Cropper, Booker T. Jones, Lewie Steinberg, Al Jackson, Jr.) (2:45)
2. Rinky Dink (David Clowney, Paul Winley) (2:39)
3. I Got a Woman (Ray Charles, Renald Richard) (3:32)
4. Mo' Onions (Cropper, Jackson, Jones, Steinberg) (2:50)
5. Twist and Shout (Phil Medley, Bert Berns) (2:09)
6. Behave Yourself (Cropper, Jackson, Jones, Steinberg) (3:45)

#### Face B
1. Stranger on the Shore (Acker Bilk, Robert Mellin) (2:18)
2. Lonely Avenue (Doc Pomus) (3:25)
3. One Who Really Loves You (Smokey Robinson) (2:22)
4. You Can't Sit Down (Dee Clark, Kal Mann, Cornell Muldrow) (2:46)
5. A Woman, a Lover, a Friend (Sidney Wyche) (3:15)
6. Comin' Home Baby (Bob Dorough, Ben Tucker) (3:09)

### Musiciens
- Steve Cropper : guitare
- Booker T. Jones : orgue Hammond M3, basse, guitare, claviers
- Lewie Steinberg : basse
- Al Jackson, Jr. : batterie

### Classements
| Nom            | Charts (1966)              | Place position |
| -------------- | -------------------------- | -------------- |
| Green Onions   | U.S. Pop Albums Chart      | 33             |
| "Green Onions" | U.S. Billboard Hot 100     | 3              |
| "Green Onions" | U.S. Billboard R&B Singles | 1              |
| "Mo' Onions"   | U.S. Billboard Hot 100     | 97             |
| "Mo' Onions"   | U.S. Billboard R&B Singles | 97             |